# 小魚兒與花無缺
《小魚兒與花無缺》是由張衛健、謝霆鋒等主演的一部电视劇集，由王晶導演，改編自古龍的經典武俠小說絕代雙驕，並加入眾多原創劇情，因此與原作《絕代雙驕》出入很大。
在故事中，大部份遇上主角們的角色最後的下場都是全家死清光，令到小魚兒和花無缺成為名副其實的「絕代」雙驕。

## 簡介
小魚兒與花無缺本是雙生兄弟，卻因邀月憐星之故自幼分散，本來應該要決一死戰、卻因為東廠大太監劉喜、與江別鶴的私生女江玉燕介入的關係，導致小小，江玉鳳，陰九幽，杜殺，哈哈兒，常百草，蘇如是，李大嘴，屠嬌嬌，鐵心蘭，小仙女、蘇櫻、惡通天，燕南天，江別鶴，憐星，邀月相繼死亡，走向完全不一樣的路，最後小魚兒與花無缺分別合力殺害劉喜，江玉燕，但小魚兒昏迷六年，之後才醒過來，兄弟兩人終於可以一起過生活。

## 演員表

### 惡人谷
| 演員   | 角色                      | 關係／暱稱 | 粵語配音 | 國語配音 |
| 張衛健 | 小魚兒 巴霸 小喇叭 小小鳥 | 原名江小魚，花無缺兄弟(37集相認) 鐵心蘭義兄 小仙女丈夫 蘇櫻男友 惡通天師傅 於45集喝了毒王聖水想與江玉燕同歸於盡，未果，變成活死人6年後醒來 | 原音     | 于正昌   |
| 徐錦江 | 惡通天                    | 小魚兒徒弟 小小的男友 於第30集被劉喜所殺                                                                                                   | 原音     | 陆建艺   |
| 吳慶哲 | 燕南天                    | 仁義劍客 天下第一劍 昏迷二十年 於37集恢復記憶 於43集與江玉燕比拚內功受傷 於44集告別小魚兒與花無缺後，頂天立地，站著死去                    |          | 张震     |
| 程思寒 | 李大嘴                    | 十大惡人之一 小魚兒師傅，排行老大 騙人說他吃人肉 於43集被江玉燕所殺                                                                        |          | 雷威遠   |
| 隋永青 | 屠嬌嬌                    | 十大惡人之一 小魚兒師傅，排行老二 屠家被江別鶴滅口 於43集被江玉燕所殺                                                                      |          | 徐晓青   |
| 白 玉  | 陰九幽                    | 十大惡人之一 小魚兒師傅，排行老三 於30集被劉喜所殺                                                                                         |          |          |
| 孫蛟龍 | 杜 殺                     | 十大惡人之一 小魚兒師傅，排行老四 於第30集被劉喜所殺                                                                                       |          | 陆揆     |
| 哈 哈  | 哈哈兒                    | 十大惡人之一 小魚兒師傅，排行老五 於第30集被劉喜所殺                                                                                       |          | 田波     |
| 張雙利 | 常百草                    | 鬼醫 蘇如是之夫 蘇櫻之父 於第30集被劉喜所害 第31集嚥下最後一口氣跟蘇櫻告別後死亡                                                           |          |          |
| 劉紅梅 | 蘇如是                    | 常百草之妻 蘇櫻之母 於42集本想讓劉喜中毒(七毒七屍粉)但反被中一掌而毒粉反噬身亡                                                             |          | 林兰     |
| 袁 泉  | 蘇 櫻                     | 小魚兒女友 蘇如是之女 常百草之女 於第40集被江玉燕暗算打到頭，心智變回6歲 於44集中了午夜魔蘭而融死 最後立了衣冠塚，與心蘭葬在一起           | 方淑儀   | 金雁     |

### 移花宮
| 演員   | 角色     | 關係/暱稱 | 粵語配音 | 國語配音 |
| 謝霆鋒 | 花無缺   | 老花，小魚兒兄弟(37集相認) 鐵心蘭丈夫 江玉燕暗戀對象 塔卡公主暗戀對象 得嫁衣神功心法，混元真氣，空木葬花 於45集殺死了江玉燕           | 何偉誠   | 姜广涛   |
| 孫菲菲 | 花月奴   | 小魚兒、花無缺之母 江楓之妻 於第3集被邀月所殺 移花宮前婢女                                                                            |          | 林兰     |
| 衛 華  | 花星奴   | 星奴 移花宮婢女 |          | 纪元     |
| 黃浩然 | 江 楓    | 玉面劍客 燕南天生死之交 小魚兒、花無缺之父 花月奴之夫 當年中老鼠王的毒而快死時，被移花宮所救 因書僮江琴出賣，於第3集被邀月所殺        | 陳冠宏   | 严明     |
| 孔 琳  | 邀月宮主 | 千方百計地想讓花無缺和小魚兒痛苦，好報當年江楓背叛一事 移花宮主人 憐星之姊 心狠手辣 於第39集被江玉燕奪取內力 於42集放下所有恩怨後自盡 |          | 金雁     |
| 倪景陽 | 憐星宮主 | 移花宮主人 邀月之妹 心地善良 於39集被江玉燕奪取內力 於42集跟隨邀月自盡                                                                | 陳安瑩   | 张丽敏   |

### 慕容家
| 演員   | 角色          | 關係/暱稱                                                      | 粵語配音 | 國語配音 |
| 趙小銳 | 慕容無敵      | 小仙女之父 慕容家當家 於第18集被劉喜所殺                       |          | 程寅     |
| 詹金泉 | 慕容中        | 小仙女之兄長 於第21集被劉喜射死                                |          |          |
| 許 敏  | 慕容正        | 小仙女之兄長 於第21集被劉喜射死                                |          |          |
| 朱 晏  | 慕容淑        | 小仙女之姐 淑妃 於第18集逃离皇宫 於第22集被劉喜害死            | 方淑儀   | 李世榮   |
| 柏 雪  | 慕容仙 小仙女 | 江小魚妻子 第22集被劉喜吸乾內力 後時日不久，與小魚兒拜親後衰死 | 劉惠雲   | 纪元     |

### 鐵家
| 演員   | 角色   | 關係/暱稱 | 粵語配音 | 國語配音 |
| 范冰冰 | 鐵心蘭 | 鐵如雲之女 小魚兒義妹 花無缺妻子 於19集被邀月宮主吸走功力 於第40集生了花無缺的孩子，但卻被江玉燕掉包了 於42集被江玉燕殺害 最後與蘇櫻葬在一起 | 張雪儀   | 李世榮   |
| 李振起 | 鐵如雲 | 號稱:狂獅鐵如雲 武林盟主 於第22集被劉喜害死                                                                                                  |          |          |

### 江家
| 演員   | 角色   | 關係/暱稱 | 粵語配音 | 國語配音 |
| 王伯昭 | 江別鶴 | 偽大俠 早年叫江琴 出賣江楓和花月奴 江玉燕、江玉鳳之父 後期自廢武功，想得練移花接木 於34集被江玉燕因故貶到邊疆 於39集被江玉燕殺害                   | 朱子聰   | 陆揆     |
| 鄭希怡 | 江玉鳳 | 江別鶴与江夫人之女 江玉燕异母姐 喜歡小魚兒 於第31集被江玉燕所殺                                                                                    | 原音     |          |
| 楊 雪  | 江玉燕 | 江別鶴与小白燕之女 江玉凤异母妹 暗戀花無缺，因此走上成魔之路 殺死江玉鳳等人 成為皇妃 於39集練成絕世武功(移花接木) 於第45集被花無缺的空木葬花所殺。 |          | 马海燕   |
| 杨晓阳 | 江劉氏 | 江别鹤夫人 於第19集被江別鶴用奪命3招所殺 |          | 林兰     |

### 東廠
| 演員   | 角色   | 關係/暱稱 | 粵語配音 | 國語配音 |
| 李國華 | 劉 喜  | 大太監 本名刘香香 一心害死五男兩女是想練成隔空吸功神功，但原來不得，所以害死很多人是白費，死去的人是白死的 殺死十三皇子、慕容无敌、慕容中、慕容正、李高、元阳真人、赵千鹤、孟中流、铁如云、慕容淑、慕容仙、杜杀、阴九幽、哈哈儿、惡通天、丽妃等人 於第42集觸碰搗蛋大師的遺體，被機關炸死 | 羅偉亮   | 齐杰     |
| 張建國 | 巫 手  | 東廠錦衣衛之高手 |          |          |
| 張國慶 | 巫 腳  | 東廠錦衣衛之高手 |          |          |
| 王漢文 | 談 天  | 東廠錦衣衛之高手 被邀月宮主所殺 |          |          |
| 葉 敬  | 說 地  | 東廠錦衣衛之高手 被邀月宮主所殺 |          |          |
|        | 單 左  | 東廠錦衣衛之高手 |          |          |
|        | 單 右  | 東廠錦衣衛之高手 |          |          |
|        | 鐵婆婆 | 看守劉喜的秘密機關大牢 被铁如云、小鱼儿、慕容仙重伤，向刘喜索要伤药却被刘喜下令杀死 |          |          |

### 其他
| 演員   | 角色     | 關係/暱稱                                                                                     | 粵語配音 | 國語配音 |
| 劉儀偉 | 紅 葉    | 與江別鶴，劉 喜等人串通 紅葉先生 老紅葉私生子 撰寫武林歷史 於第45集被江玉燕弄成小太監終此一生 |          |          |
| 張紀中 | 老紅葉   | 紅葉先生之生父 被江玉燕所殺 和他有關係的牽連甚廣                                              |          |          |
|        | 小 小    | 鐵心蘭婢女 惡通天女友 於第19集為幫鐵心蘭逃離移花宮被宮女所殺                                  |          |          |
| 盛竟豔 | 司 琴    | 伺候慕容仙的丫鬟                                                                              |          |          |
| 張玉華 | 塔卡公主 | 異族公主 喜歡花無缺                                                                           |          |          |
|        | 麗妃娘娘 | 聯合劉喜對付江玉燕 後大勢已去 於40集被劉喜殺害                                                |          |          |
|        | 五毒老祖 | 江玉燕手下 於44集與蘇櫻對決中，中了自己的閻王萼而死                                           |          |          |
|        | 十三皇子 | 於20集被小仙女打伤，被劉喜殺死嫁祸小仙女                                                      |          |          |
|        | 念魚     | 花無缺與鐵心蘭之子 6歲 名字的含意是(思念小魚兒)                                               |          |          |

## 歌曲

### 香港
| 曲別   | 歌名     | 演唱   | 作曲   | 作詞       | 編曲               | 監製       |
| 主題曲 | 《哎呀》 | 王蓉   | 王蓉   | 李敏、王蓉 | 老猫、李凯(白头翁) | 老猫       |
| 片尾曲 | 《超人》 | 張衛健 | 伍仲衡 | 吳向飛     | Billy Chan         | Billy Chan |

### 台灣
| 曲別   | 歌名           | 演唱   | 作曲   | 作詞   |
| 主題曲 | 《離別酒》     | 張鎬哲 | 鈕大可 | 娃娃   |
| 片尾曲 | 《沒那麼愛他》 | 范瑋琪 | 徐潔兒 | 徐潔兒 |

## 作品變遷
| 香港亞洲電視本港台 星期一至五 22:00-23:00時段          | 香港亞洲電視本港台 星期一至五 22:00-23:00時段 | 香港亞洲電視本港台 星期一至五 22:00-23:00時段 |
| ------------------------------------------------------ | --------------------------------------------- | --------------------------------------------- |
|                                                        | 小魚兒與花無缺 （2005年8月8日－9月30日）      |                                               |
| 危險人物 （2005年6月27日－8月5日）                     | 一代君王清太祖 （2005年10月3日－11月25日）    |                                               |
| 香港亞洲電視本港台 星期二至六 01:15-02:15（重播）      |                                               |                                               |
| 非常皇帝生擒鍾無艷 （2007年6月8日－6月26日）           | 小魚兒與花無缺 （2007年6月27日－7月26日）     | 天子龍咁威 （2007年7月27日－8月22日）         |
| 香港亞洲電視本港台 星期一至五 10:45-12:15 時段（重播） |                                               |                                               |
| 富貴冤家 （2008年2月28日－4月1日）                     | 小魚兒與花無缺 （2008年4月2日－5月13日）      | 加油！金順 （2008年5月14日－8月8日）          |
| 香港亞洲電視本港台 星期二至六 03:40-04:35 時段（重播） |                                               |                                               |
| 一代君王清太祖 （2008年5月20日－6月7日）               | 小魚兒與花無缺 （2008年7月1日－7月30日）      | 俠盜風流 （2008年8月29日－9月6日）            |

| 台灣 八大第一台 星期一至五 19:00 - 20:00 | 台灣 八大第一台 星期一至五 19:00 - 20:00   | 台灣 八大第一台 星期一至五 19:00 - 20:00 |
| ---------------------------------------- | ------------------------------------------ | ---------------------------------------- |
|                                          | 小魚兒與花無缺 （2013.09.10 - 2013.11.04） |                                          |
| 西遊記 (2013.07.01 - 2013.09.09）        | 射雕英雄傳 （2013.11.05 - 2014.01.07）     |                                          |

## 外部連結
- 豆瓣电影上《小魚兒與花無缺》的資料 （简体中文）